# Маковский, Винценц

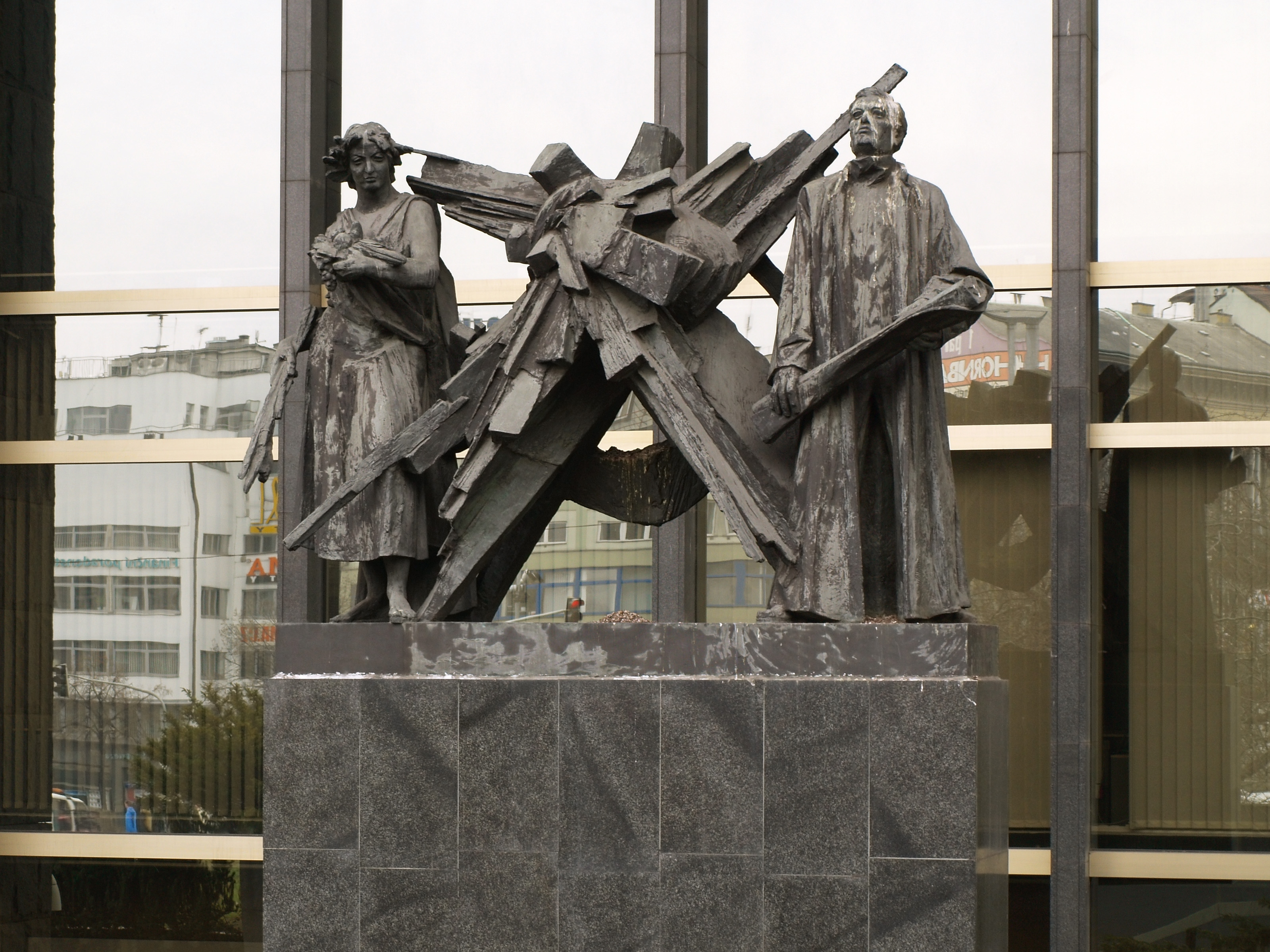
Скульптор Винценц Маковский, «Новый Век» для Экспо в городе Брно

Винценц Маковский (чеш. Vincenc Makovský; 3 июня 1900, Нове-Место-на-Мораве Моравия, Австро-Венгрия — 28 декабря 1966, Брно, ЧССР) — чешский скульптор, художник, дизайнер, педагог, профессор технического университета в Брно и Академии изящных искусств в Праге, участник антифашистского сопротивления. Народный художник Чехословакии (1953). Дважды лауреат государственной премии им. Клемента Готвальда.
Один из ведущих представителей межвоенного авангарда в искусстве Чехословакии.

## Биография

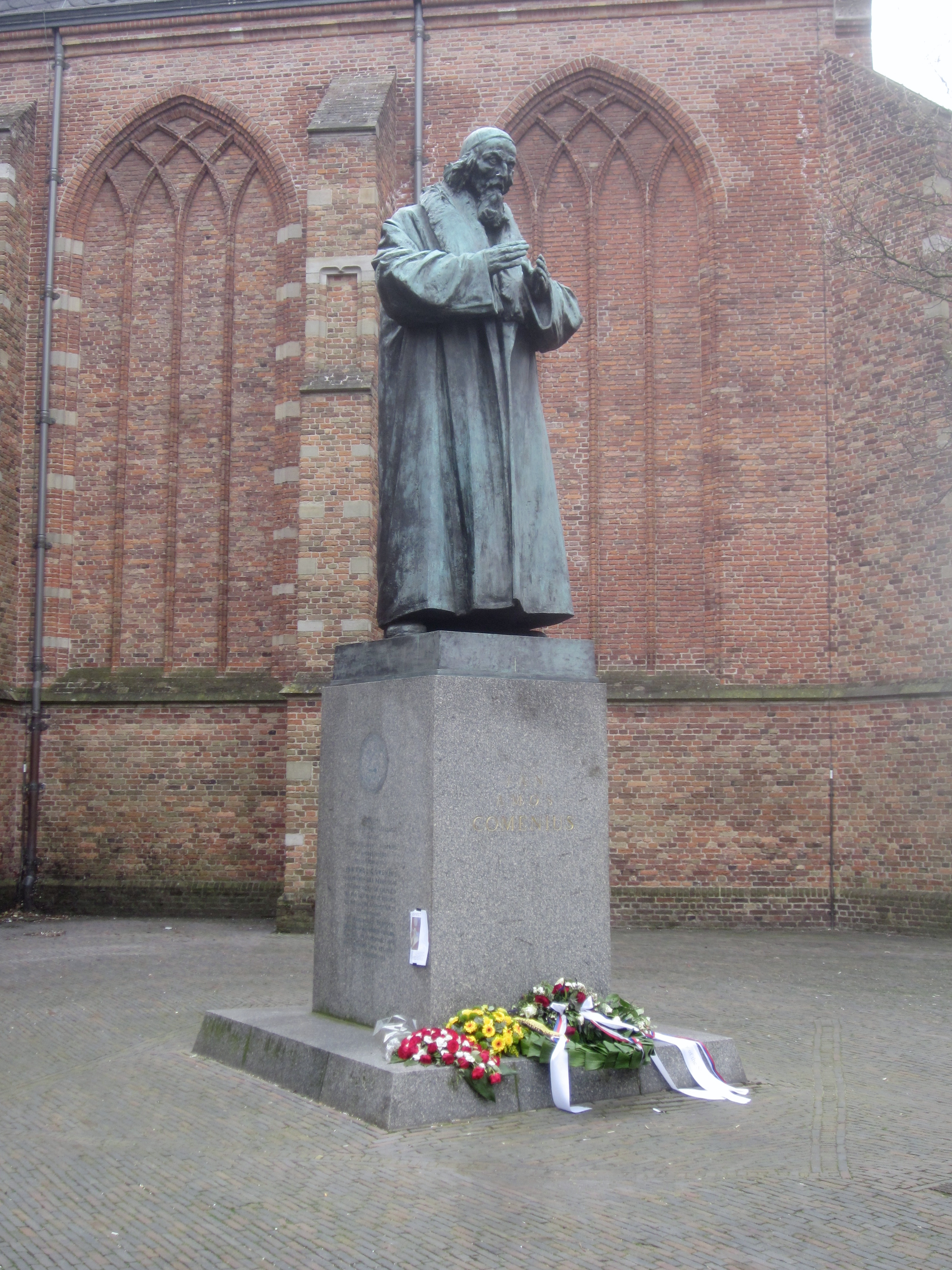
Памятник Я. А. Коменскому

В 1926 году окончил Академию изящных искусств в Праге. Ученик Якуба Обровски. Стажировался в мастерских скульпторов Богумила Кафки и Яна Штурса.
После обучения в Праге получил стипендию французского правительства и в 1926—1930 работал в студии Эмиля Антуана Бурделя в Париже. Из Франции вернулся в Брно.
Автор памятников, парковой и интимной пластики, мемориальных таблиц и скульптурных портретов (бюстов) выдающихся деятелей чехословацкой политики, науки и культуры, в том числе:
- Карелу из Жеротина в Брно
- бюст маршала Р. Малиновского в Брно
- бюст С. К. Неймана
- бюст президента Т. Масарика в Пудлове
- памятник А. Йирасеку в Литомишле и другие

## Награды
- 1938 — Первая премия на конкурсе памятника Народному освобождению в Брно
- 1958 — Гран-при ха аллегорическую скульптуру «Новый век» на международной выставке в Брюсселе (ныне на Экспо в городе Брно)
- 1953 — Народный художник Чехословакии
- 1960- Орден Республики (ЧССР)
- Государственная премия им. Клемента Готвальда (дважды, за памятник Освободителям Красной Армии от фашизма в Брно в 1955 году и памятник Я. А. Коменского)

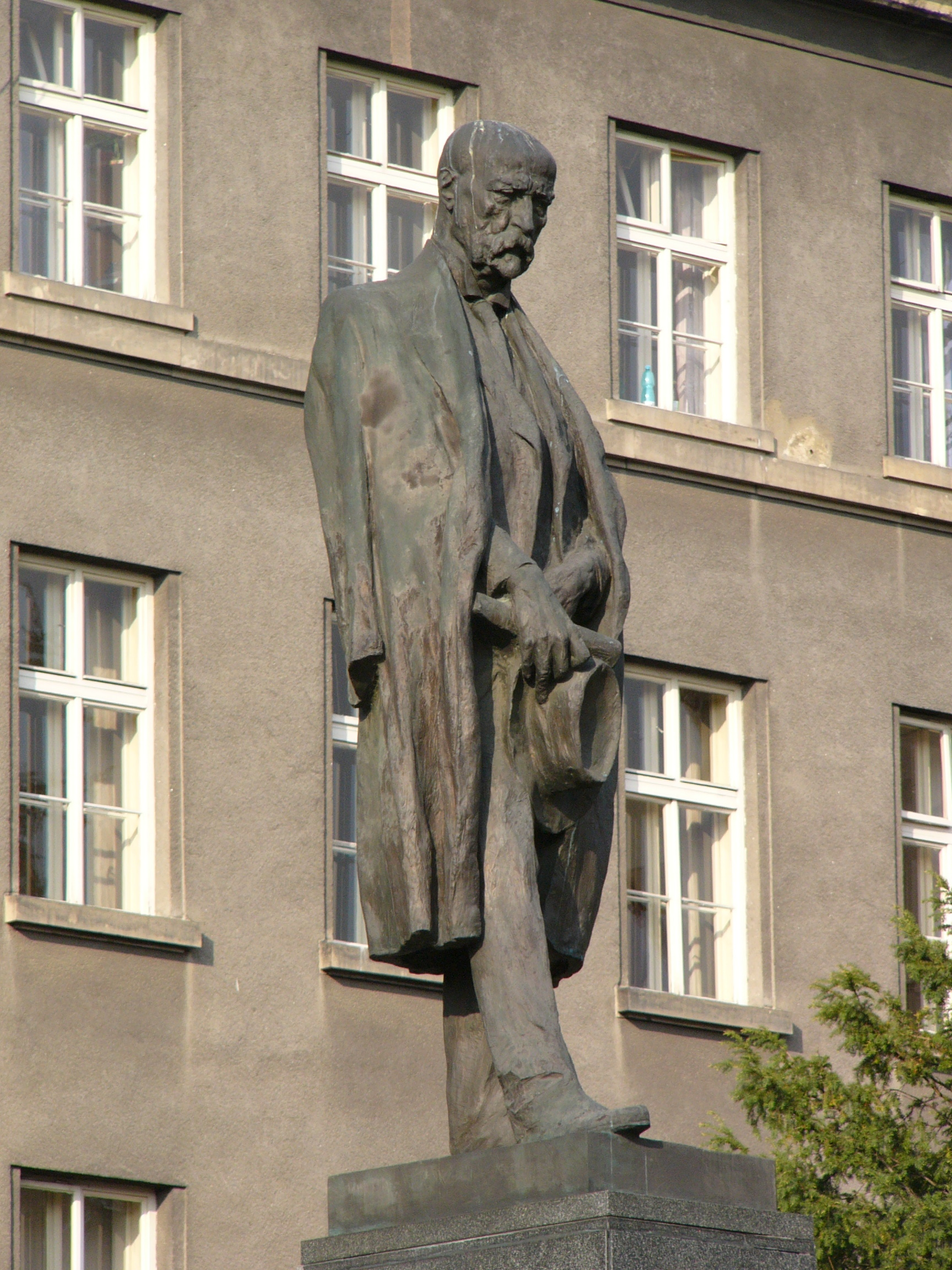
Памятник президенту Т. Масарику в Оломоуце
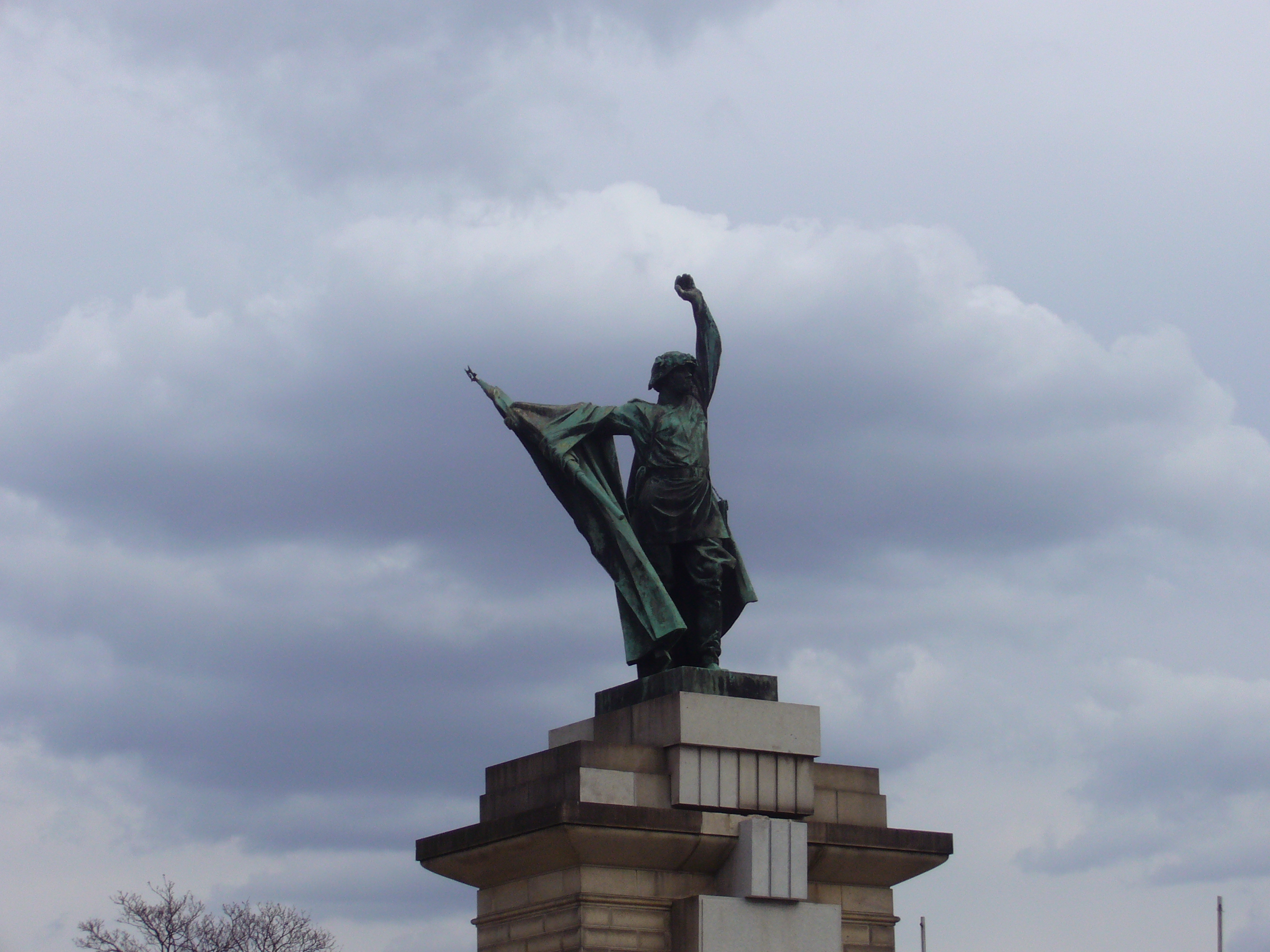
Памятник воинам Красной Армии освободителям от фашизма в Брно
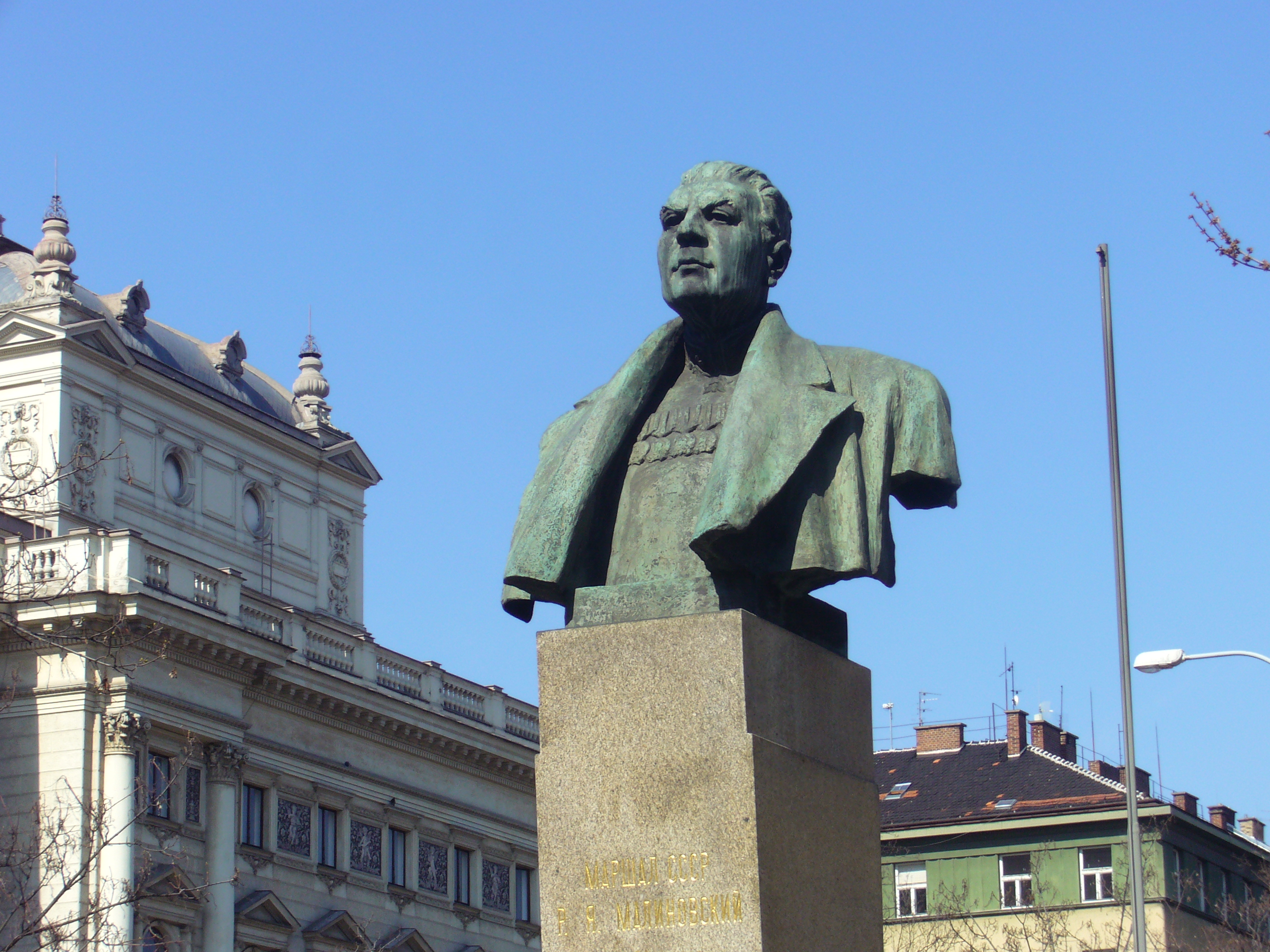
Бюст маршалу Р. Малиновскому в Брно
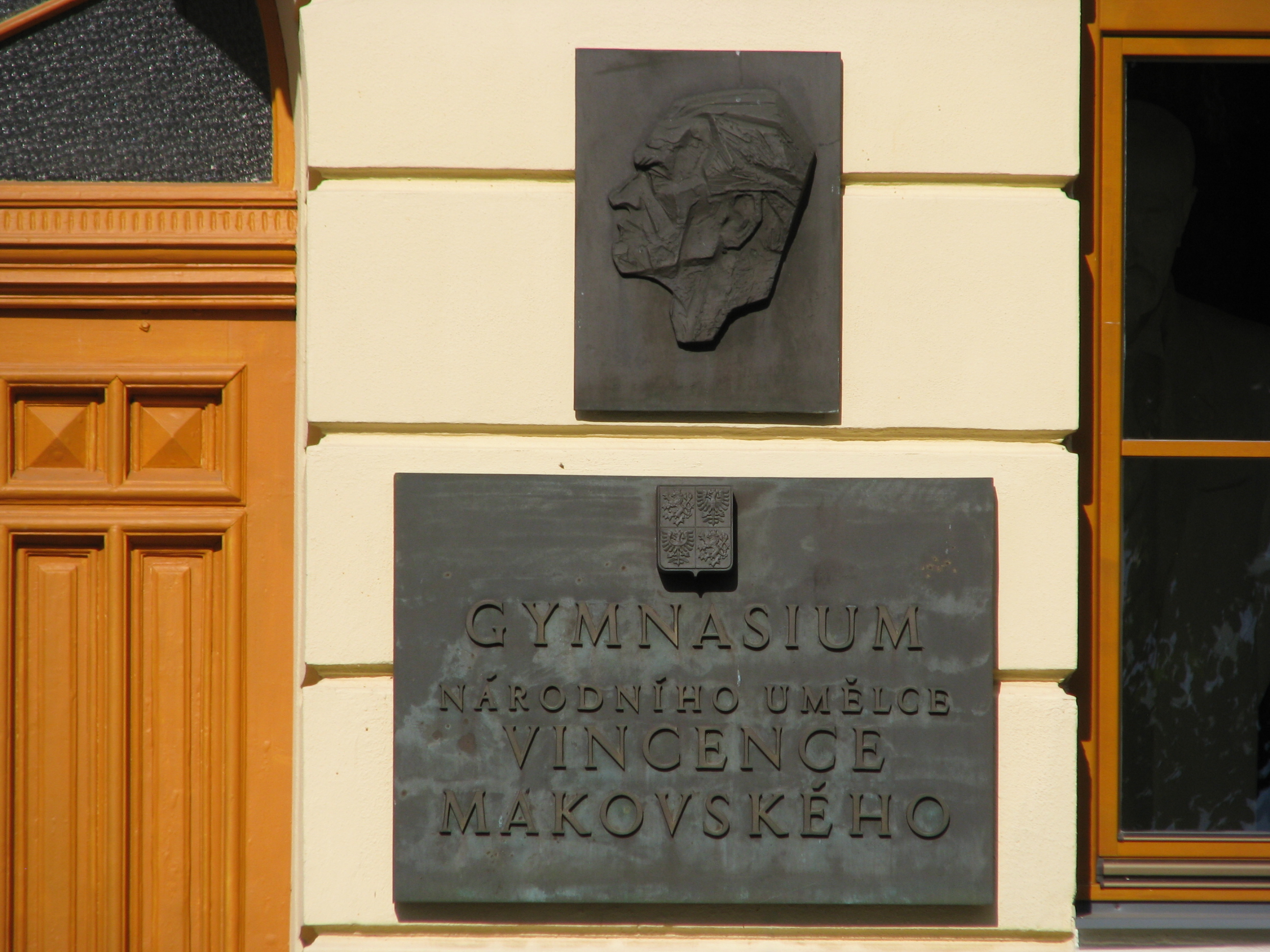
Мемориальная таблица на гимназии им. В.Маковского в Нове-Место-на-Мораве